# Fredholm (månkrater)
Fredholm är en liten nedslagskrater på månen som är lokaliserad i den bergiga terrängen väster om Mare Crisium. Den ligger mitt emellan de större Macrobiuskratern i norr och Procluskratern i söder.
Kratern Fredholm är en cirkelformad, symmetrisk formation med skålformad insida. De inre kraterväggarna sluttar ned mot den lilla centrala ytan, som är mindre än en fjärdedel av kraterns totala diameter. Precis vid den norra sidan ligger kratern 'Macrobius E'.
Fredholm hette förut 'Macrobius D', innan den fick sitt eget namn av IAU. Den har fått namnet Fredholm efter den svenske matematikern Ivar Fredholm.